# Adatfeldolgozás
Az adat informatikai eszközökkel történő feldolgozása. Célja általában a rendelkezésre álló adatok segítségével új információhoz jutás. Tulajdonképpen enyhe túlzással azt is lehetne mondani, hogy az egész informatika célja nem más, mint az adatok feldolgozása. Például: leltárra alkalmazott készletfrissítések, bankszámlaszámlára és ügyfélfájlra alkalmazott banki tranzakciók, foglalás és jegyértékesítés tranzakciók egy légitársaság fenntartási rendszeréhez, számlázás közüzemi szolgáltatásokhoz. Az "elektronikus" vagy "automatikus" módosítót "adatfeldolgozással" (DP), különösen c. 1960-ban, hogy megkülönböztesse az emberi irodalmi adatfeldolgozást a számítógép által elvégzettektől.
Az adat feldolgozása lehet egyszerű számításokat végző programoktól a táblázatkezelő programokon keresztül a bonyolult (például fizikai mérőeszközökből származó) adatok segítségével végzett új ismeretszerzésre vezető tudományos programig bármi.
Egy speciális, nagyon sokat használt adatfeldolgozási terület az adatbáziskezelés, amely speciális adatbáziskezelő szoftverek segítségével tárolja a rendszerezett adatokat, lehetővé téve egyszerű kérdésekkel azok új szempontok szerinti feldolgozását.

## Adatkezelés
A köznyelv gyakran nem különbözteti meg az adatkezelés és az adatfeldolgozás fogalmakat. A nemzetközi szaknyelv sem szokott különbséget tenni. A magyar nyelvben azonban az adatfeldolgozást szűkebbnek az adatkezelést általánosabb fogalomnak tartjuk. Az utóbbi felöleli az adatok keletkezésétől azok megsemmisüléséig tartó teljes folyamatot: az adatszerzést, bevitelt, rendszerezést, magát az adatfeldolgozást, folyamatos mentést, archiválást, ha szükséges akkor módosítást, továbbítást, megsemmisítést. Az adatfeldolgozás e szerint a már elektronikusan rendelkezésre álló adatokból újabb származtatott ismeret előállítását jelenti.

## Története
Az első kereskedelmi üzleti számítógépet az Egyesült Királyságban fejlesztették ki 1951-ben, a J. Lyons és Co. vendéglátó szervezet. Ezt a "Lyons Electronic Office" -ként ismerték el - vagy a LEO rövidítve. Ezt továbbfejlesztették és széles körben alkalmazták az 1960-as és az 1970-es évek elején. (Joe Lyons különálló céget alapított a LEO számítógépek kifejlesztésére, ezt követően pedig összeolvadt az angol Electric Leo Marconi, majd International Computers Limited céggel. Az 1950-es évek végén a lyukkártyás gyártók, Hollerith, Powers-Samas, IBM és mások a korai kereskedelmi rendszereket kizárólag nagy szervezetek telepítették, amelyek lehetővé tennék a hardver beszerzéséhez szükséges idő és tőke befogadását, szakértői személyzet felvételét a különféle szoftverek fejlesztéséhez és az ezzel járó (és gyakran váratlan) szervezeti és kulturális változásokhoz.
Eleinte az egyes szervezetek saját szoftvert fejlesztettek ki, beleértve az adatkezelő segédprogramokat is. A különféle termékek lehetnek "egyszeri" egyedi szoftverek is. Ez a töredékes megközelítés duplikált erőfeszítéshez vezetett, és a vezetői információk előállításához manuális erőfeszítésre volt szükség.
A magas hardverköltségek és a viszonylag lassú feldolgozási sebesség miatt a fejlesztőket a források hatékony felhasználására kényszerítették. Az adattárolási formátumokat például tömörítették. Egy gyakori példa az évszázadok eltávolítása a dátumokról, ami végül az ezredéves hibához vezetett.
Az adatbevitel szükségessé teszi a köztes feldolgozást lyukasztott papírszalagon vagy lyukkártyákon keresztül, és külön bemenetet egy ismétlődő, munkaigényes feladathoz, amelyet a felhasználó vezérléséből és hibahelyzetéből távolítanak el. Érvénytelen vagy helytelen adatok szükségesek a javításhoz és újbóli benyújtáshoz, amelyek következményekkel jártak az adatokra és a fiókok egyeztetésére.
Az adattárolás szigorúan soros volt a papírszalagon, majd később a mágneses szalagon: a könnyen hozzáférhető memórián belül az adattárolás használata nem volt költséghatékony. Jelentős fejlemények történtek 1959-ben, az IBM bejelentette az 1401-es számítógépet és 1962-ben az IKT (International Computers & Tabulators) az ICT 1301 szállítmányozását. Mint minden gép, ebben az időben a magfeldolgozó és a perifériák - a dobok, a nyomtatók és a kártya és a papírszalag bemenete és kimenete jelentős teret igényelt a speciálisan kialakított légkondicionált szállásban. Gyakran a lyukasztott kártya telepítésének részei, különösen a rendezők, megmaradtak, hogy előzetesen rendezzék meg a kártya bemenetét a számítógéphez, ami csökkenti a nagy mennyiségű adatforgalom feldolgozásának időtartamát.
Az adatfeldolgozó létesítmények kisebb szervezetté váltak a számítógépes szolgáltatási iroda formájában. Ezek a speciális alkalmazások felajánlott feldolgozását kínálják. A bérszámfejtés és gyakran a fogyasztók saját számítógépének vásárlása volt. A szervezetek ezeket a lehetőségeket a programok tesztelésére használták, miközben saját gépük megérkezett.
Ezeket a kezdeti gépeket korlátozott szoftverekhez szállították. A tervező személyzet két csoportra oszlott. A rendszerelemzők kidolgozták a rendszer specifikációját és a programozók a specifikációt gépi nyelvre fordították.
Az irodalom a számítógépeken és az EDP-ben szűk volt a számítástechnikai kiadványokban és a berendezésgyártók által szolgáltatott cikkeken keresztül. A [The Computer Computer] kiadványának első kiadása 1958 közepén jelent meg. Az Egyesült Királyság Számviteli Szervezetének neve az 1958 júliusában létrehozott Elektronikus Adatfeldolgozó Bizottság (Electronic Data Processing Committee) 1958-ban létrehozta az elektronikus adatfeldolgozó bizottságot azzal a céllal, hogy tájékoztassa tagjait a létrehozott lehetőségekről a számítógép. A bizottság elkészítette első könyvét 1959-ben, Bevezetés az elektronikus számítógépekhez. 1958-ban az Angliai és Wales-i okleveles könyvvizsgáló intézet egy számviteli elektronikus módszerrel készült könyvet. A megjegyzések jelezték, hogy mi tűnik alkalmasnak a számítógép használatának lehetséges következményeiről.
A progresszív szervezetek megpróbáltak túlmutatni az egyenes rendszerek átvitelét a lyukasztott kártyákon és az egységszámláló gépeken keresztül a számítógépre, hogy számlákat készítsenek a kísérleti egyenlegre és az integrált irányítási információs rendszerekre. Az új eljárások áttervezték a papír áramlását, megváltoztatták a szervezeti struktúrákat, felszólították, hogy átgondolják az információ kezelésének módját, és megtámadják a számviteli rendszerek tervezői által alkalmazott belső ellenőrzési elveket. De ezeknek az előnyöknek a teljes megvalósítása várta a következő generációs számítógépek megérkezését.

## Ma
A többi ipari folyamathoz hasonlóan a kereskedelmi informatika a legtöbb esetben egyéni megrendelésű, kézműves iparágból származott, ahol a terméket úgy alakították ki, hogy az illeszkedjen az ügyfélhez; hogy a többcélú összetevőket vegye le a polcról, hogy megtalálja a legmegfelelőbbet bármilyen helyzetben. A tömeggyártás jelentősen csökkentette a költségeket, és az informatika a legkisebb szervezet számára elérhető.
A LEO egy ügyfél számára szabott hardver volt. Napjainkban az Intel Pentium és a kompatibilis chipek szabványosak és más komponensek részévé válnak, amelyek szükség szerint össze vannak hangolva. Egyéni változás volt a számítógépek és a cserélhető adattárolás védett, légtisztított környezetében. A Microsoft és az IBM különböző időközönként nagy hatással volt arra, hogy megrendelhessék az informatikai rendet, és az ebből eredő szabványosítás lehetővé tette a speciális szoftverek virágzását.
Szoftver elérhető a polcról: a Microsoft Office és az IBM Lotus termékektől eltekintve speciális csomagok is vannak a bérszámfejtéshez és a személyzet irányításához, a számlavezetéshez és az ügyfelek kezeléséhez. Ezek a nagyméretű környezetek rendkívül speciális és bonyolult alkotóelemei, de közös konvenciókra és interfészekre támaszkodnak.
Az adattárolás is szabványosított. A relációs adatbázisokat a különböző beszállítók közös formátumok és egyezmények alapján fejlesztik. A közös fájlformátumok nagyméretű fővázakkal és íróasztalos személyi számítógéppel oszthatók meg, lehetővé téve az online, valós idejű bemenetet és érvényesítést.
Ezzel párhuzamosan a szoftverfejlesztés töredezett. Még mindig vannak szakemberek, de ezek egyre inkább szabványosított módszertanokat alkalmaznak, ahol az eredmények kiszámíthatóak és hozzáférhetőek. A skála másik végében minden irodavezető beszámolhat táblázatokba vagy adatbázisokba, és elfogadható eredményeket érhet el (de vannak kockázatok is). Speciális szoftverek olyan szoftverek, amelyeket egy adott feladatnak írt, nem pedig egy széles körű alkalmazási területnek. Ezek a programok kifejezetten azt a célt szolgálják, amelyre tervezték őket.